# Bugi (Pologne)
Pour les articles homonymes, voir Bugi.
Bugi est un village polonais de la voïvodie de Varmie-Mazurie, dans le powiat de Lidzbark.